# Asami Kanai
Asami Kanai (金井 愛砂美, Kanai Asami) est une musicienne et actrice japonaise née dans la préfecture de Kanagawa le 21 août 1984.

## Biographie
Kanai commence sa carrière artistique avec la danse et la musique.
La jeune artiste est aujourd'hui connue pour ses performances avec le piano.

## Au cinéma
Elle joue dans le film Battle Royale de Kinji Fukasaku et Kenta Fukasaku, avec d'autres acteurs : Tatsuya Fujiwara, Aki Maeda, Taro Yamamoto, Chiaki Kuriyama, Sayaka Ikeda, Eri Ishikawa et Kou Shibasaki. 